# Zújar
Zújar est une commune de la communauté autonome d'Andalousie, dans la province de Grenade, en Espagne.

## Géographie

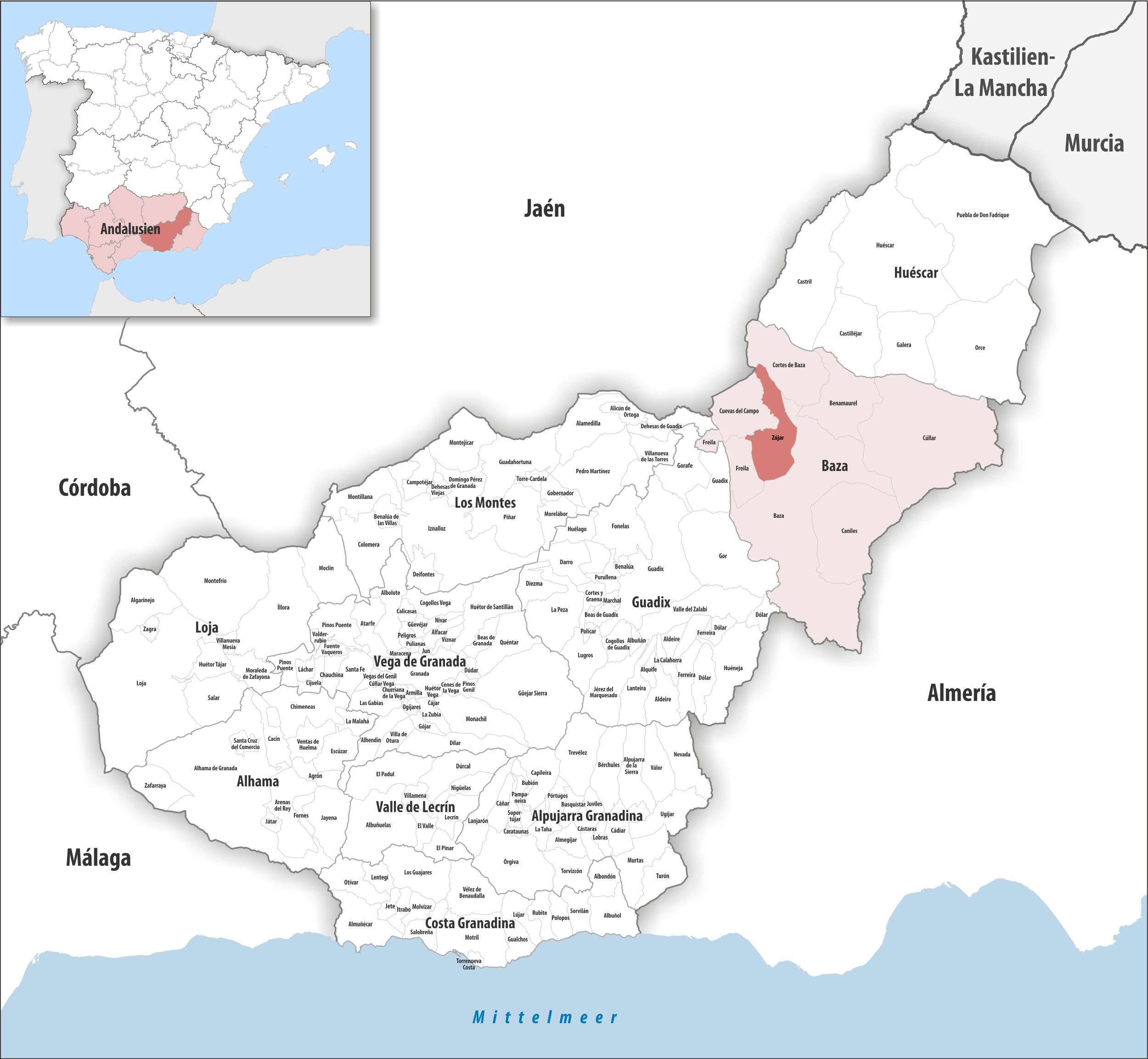
Zújar dans la comarque de Baza, province de Grenade / en Andalousie

### Localisation
La commune de Zújar se trouve dans le sud-est de l'Espagne, dans la partie nord de la province de Grenade et au centre-ouest de la comarque de Baza.
Grenade est à 99 km sud-ouest ;
Almería (le plus proche accès à la mer) à 130 km sud-sud-est ;
Madrid à 422 km nord ;
Gibraltar à 354 km sud-ouest (distances par route).

## Administration
| Période                                  | Période | Identité | Étiquette | Qualité |
| ---------------------------------------- | ------- | -------- | --------- | ------- |
| N/A                                      | N/A     | N/A      | N/A       | Maire   |
| Les données manquantes sont à compléter. |         |          |           |         |